# Gustaf Adolph Grönlund
Gustaf Adolph Grönlund, född 5 november 1733 i Lofta församling, Kalmar län, död 23 januari 1797 i Tåby församling, Östergötlands län, var en svensk präst.

## Biografi
Gustaf Adolph Grönlund föddes 1733 på Fästad i Lofta församling. Han var son till kronolänsmannen Peter Grönlund och Maria Åhman. Grönlund studerare i Linköping och blev 1757 student vid Lunds universitet. Han prästvigdes 17 januari 1762 och blev komminister i Gryts församling 7 oktober 1772, tillträde 1773. Grönlund avlade pastoralexamen i maj 1783 och blev kyrkoherde i Tåby församling 6 oktober 1790, tillträde direkt. Han avled  1797 av en blodstörtning och begravdes 2 februari samma år av prosten Schenmark.

### Familj
Grönlund gifte sig 21 oktober 1773 med Maria Birgitta Olofsson (1752–1834). Hon var dotter till komministern i Tryserums församling. De fick tillsammans barnen Maria Christina Grönlund som var gift med kyrkoherden Benct Kuhlers i Vånga församling, komministern Petrus Grönlund i Östra Eds församling, Jonas Grönlund (född 1782), Anna Brita Grönlund (1785–1858) och Johanna Grönlund (1790–1842).